# Brett Cecil
Pour les articles homonymes, voir Cecil.
Brett Aarion Cecil (né le 2 juillet 1986 à Dunkirk, Maryland, États-Unis) est un lanceur gaucher qui a joué pour les Blue Jays de Toronto et les Cardinals de Saint-Louis dans la Ligue majeure de baseball entre 2009 et 2018. 

## Carrière

### Blue Jays de Toronto
Après des études secondaires à la DeMatha High School de Hyattsville (Maryland), Brett Cecil suit des études supérieures à l'université du Maryland où il porte les couleurs des Terrapins du Maryland de 2005 à 2007.  
Il est repêché le 7 juin 2007 par les Blue Jays de Toronto au premier tour de sélection (38e choix). Il perçoit un bonus de 810 000 dollars à la signature de son premier contrat professionnel le 15 juin 2007. 
Il passe deux saisons en Ligues mineures avant d'effectuer ses débuts en Ligue majeure le 5 mai 2009.
En février 2010, il se tranche un doigt en coupant du poulet. La blessure subie à sa main droite l'oblige à modifier son répertoire de lancers : il abandonne la balle cassante au profit du changement de vitesse. Sa saison 2010 est néanmoins excellente avec un record personnel de 15 victoires, contre seulement 7 défaites en 28 départs.
En revanche, 2011 est plus ardu : il amorce 20 parties mais ne reçoit que quatre décisions gagnantes contre 11 défaites. Deux de ses victoires sont cependant des matchs complets et il réussit un blanchissage.
À partir de 2012, Cecil est lanceur de relève et trouve le succès dans ce rôle. En 60 sorties et 60 manches et deux tiers lancées en 2013, sa moyenne de points mérités est de 2,82. Il fait encore mieux au cours des deux saisons suivantes, abaissant sa moyenne à 2,70 en 2014 puis à 2,48 en 2015, avec une charge de travail à peu de chose près équivalente.
En 330 matchs joués, dont 256 comme lanceur de relève, pour les Blue Jays de 2009 à 2016, Cecil affiche une moyenne de points mérités de 4,20 en 656 manches lancées.

### Cardinals de Saint-Louis
Le 21 novembre 2016, Brett Cecil signe un contrat de 30,5 millions de dollars pour 4 ans avec les Cardinals de Saint-Louis.

## Statistiques
| Saison | Équipe  | G  | GS | CG | SHO | V  | D  | SV | IP    | SO  | ERA  |
| ------ | ------- | -- | -- | -- | --- | -- | -- | -- | ----- | --- | ---- |
| 2009   | Toronto | 18 | 17 | 0  | 0   | 7  | 4  | 0  | 93.1  | 69  | 5,30 |
| 2010   | Toronto | 28 | 28 | 0  | 0   | 15 | 7  | 0  | 172.2 | 117 | 4,22 |
| Totaux | Totaux  | 46 | 45 | 0  | 0   | 22 | 11 | 1  | 266.0 | 186 | 4,60 |

Note: G = Matches joués ; GS = Matches comme lanceur partant ; CG = Matches complets ; SHO = Blanchissages ; 
V = Victoires ; D = Défaites ; SV = Sauvetages ; IP = Manches lancées ; SO = retraits sur des prises ; ERA = Moyenne de points mérités.